# Феилеј (Долина Аосте)
Феилеј је насеље у Италији у округу Долина Аосте, региону Долина Аосте.
Према процени из 2011. у насељу је живело 38 становника. Насеље се налази на надморској висини од 636 м.